# صدا (فیلم ۲۰۰۵)
«صدا» (انگلیسی: Voice (film)) فیلمی در ژانر ترسناک محصول کره جنوبی است که در سال ۲۰۰۵ منتشر شد. از بازیگران آن می‌توان به سو جی هه اشاره کرد.